# Baldo (poeta)
Baldo o Baldone fue un poeta probablemente italiano que escribió en latín; vivió entre el siglo XII y siglo XIII.

## Biografía
No se tienen noticias biográficas sobre este poeta. Probablemente fue un monje italiano que escribió el compilado de fábulas en latín Novus Esopus, famosa en el Medioevo. Las composiciones, en versos leoninos, eran parte de la colección de fábulas indianas Panchatantra, conocida verosímilmente a través una versión en lengua árabe no identificada, pero que el poeta atribuía en cambio a Esopo, poeta de la Grecia antigua cuyas obras fueron redescubiertas solo a finales del siglo XV. Las composiciones de Baldo fueron publicadas por el filólogo francés Edelestand du Méril en el 1854.